# Denticetopsis sauli
Denticetopsis sauli är en fiskart som beskrevs av Ferraris, 1996. Denticetopsis sauli ingår i släktet Denticetopsis och familjen Cetopsidae. Inga underarter finns listade i Catalogue of Life.